# 카라반 팰리스
카라반 팰리스(Caravan Palace)는 프랑스의 일렉트로 스윙 밴드이다.

## 음반 목록

### 정규 앨범
- Caravan Palace (2008)
- Panic (2012)
- <|°_°|> (Robot Face, 2015)
- Chronologic (2019)

### EP
- Clash (2011)
- Wonderland (2016)